# .mo
.mo는 마카오(중화인민공화국령)의 인터넷 국가 코드 최상위 도메인이다. 1996년 시행되었다.

## 제2차 도메인
등록은 제2 레벨에 행해지지만, 제3 레벨에도 같은 이름을 붙이는 경우, 제2 레벨에도 등록할 수 있다.
- .com.mo - 상업기관
- .edu.mo - 교육기관
- .gov.mo - 정부기관
- .net.mo - 네트워크 관련 사업자
- .org.mo - 비영리조직

## 같이 보기
- .cn
- .hk